# Gai Quiri Fortunacià
Gai Quiri Fortunacià (llatí: Gaius Chirius Fortunatianus) va ser un gramàtic romà del segle iv autor d'una obra en tres llibres que resumeix els principis de retòrica dels principals autors de la matèria i que s'ha conservat fins als nostres dies.
Es coneixen poques coses d'aquest autor. Tot i així, es pensa que va néixer a final del segle iv i que va publicar la seva obra abans del 435, atès que Marcià Capel·la el cita en la seva obra publicada aquest any. Els manuscrits de l'obra, que sovint anomenen l'autor Curi Fortunacià i Consult Fortunacià, porten per títol Chirii Fortunatiani Artis Rhetoricae Scholicae Libri tres. Es tracta d'un compendi de retòrica tècnica en tres llibres que segueix la modalitat de preguntes i respostes, i és una compilació de les principals autoritats en la retòrica grecollatina.
Durant una bona època va ser una obra ben valorada com a manual, per la seva concisió i el seu abast. No obstant això, Cassiodor, que l'esmenta en nombroses ocasions, el considera un autor novell en comparació amb els grans mestres de la retòrica. L'editio princeps de l'Ars Rhetorica va ser publicada a Venècia el 1523 en un volum que contenia altres autors menors de la mateixa temàtica; Nannius en publicà una segona edició a Lovaina el 1550, i Erythraeus una tercera a Estrasburg el 1568. El text també és inclòs dins els Rhetores Latini Antiqui de Pithou.